# 名曲喫茶ルネッサンス
名曲喫茶ルネッサンス（めいきょくきっさルネッサンス）とは、東京都杉並区高円寺にある名曲喫茶である。

## 概要
店内でクラシック音楽を流す喫茶店。2500枚のLPを所蔵しており、リストから選んだ曲を黒板に書き付けることでリクエストが可能である。
全席喫煙可能で、携帯電話の使用やカメラによる撮影が禁止されている。

## 沿革
東京都中野区の名曲喫茶クラシックで働いていた檜山真紀子は、2005年の閉店に伴い処分される予定であったレコードや調度品を引き取り、2007年11月に名曲喫茶ルネッサンスを開店した。店名を「クラシック」としなかったことについて両者は「私たちの記憶には、鮮明にクラシックが残っています。いくら調度品が同じでも、それとは違うので同じ名はためらわれました」と語り、クラシックが高円寺にあったころの名前である「ルネッサンス」を店名とした。

## 名曲喫茶クラシックの影響

### 名曲喫茶クラシックとの出会い
サブカルチャー好きの中学生であった檜山は、深夜番組で見かけた名曲喫茶クラシックに惹かれたものの、「画面からは大人だけの特別な場所という雰囲気が伝わってきた」ため、高校3年生になって初めてクラシックを訪れた。初訪問の際、入り口に貼ってあったアルバイト募集の張り紙を見て、ドリンクのオーダーよりも先に「アルバイトをしたいのですが」と口にしたところ、履歴書がなかったにもかかわらず、「中野の三奇人」と謳われた店主の美作七郎は快諾しその場で採用した。

### 名曲喫茶クラシックの閉店
七郎の死後に店を継いだ娘の良子も亡くなると、後継者がいなかったゆえにクラシックの品々は「ガラクタ」として処分されることとなったが、それを聞いて心を痛めた檜山は、同僚とともにそれらの品を譲り受けることとなった。ただ、残された借金も同時に丸ごと引き継いだので、返済のためだけに2年間クラシックの営業を続けた。完済後は立地探しに2年を費やし、2007年にルネッサンスを開店した。場所探しの間、クラシックの品々は檜山が自宅で保管していた。

### 名曲喫茶ルネッサンスに見られるクラシックの影響
店内には、名曲喫茶クラシックの店主であった美作七郎の作品が飾られており、七郎が描いた絵や、ザルを用いて作成した照明器具が置かれている。そのほかにも、七郎自身が作成した真空管アンプや、彫像と洗面器を組み合わせて作った蓄音機、美作父娘のポートレートなどもある。また、クラシックにあった調度品も引き継がれており、水平でないテーブルや革の破れたソファ、クラシックの看板などが置かれている。なお、リクエスト用のレコードリストも、七郎の手書きのものを用いており、さらには照明の明るさもクラシックに近づけている。店主はインタビューに対し「真空管のアンプだけは長時間対応できるように新しく買い足しましたが、コーヒーの味や、什器、レコードはすべて『クラシック』時代のものです」「変える必要なんてなにもないんです。本当はクラシックがそのまま残ればいちばんよかったなって思っているのですから」と語っている。また、店内にあるLPはクラシックから引き継いだものであるが（SPは名曲喫茶ヴィオロンが引き継いでいる）、それらのジャケットは七郎により破棄されており、オリジナルのケースに入れられている。
なお、2017年9月8日から2018年3月25日にかけて、同じくクラシックと縁があった名曲喫茶ヴィオロン 、名曲喫茶でんえんとともに、美作の生誕110年を記念した作品展を開催した。

## 著名な常連客
- 別役実[11]

## メニュー
ブレンドコーヒー、ジュース、ティー各400円で、お代わりは200円。名曲喫茶クラシックのコーヒーは色が濃くアクも強かったことから、タバコの銘柄になぞらえて「ハイライトコーヒー」と呼ばれていたが、ルネッサンスのコーヒーもそのスタイルを踏襲しているとされる。また、クラシックと同じく前払い制である。クラシックのルールを踏襲して、店内での会話、および食べ物の持ちこみを許可している。

## アクセス・営業時間など
- JR中央線・総武線「高円寺駅」より徒歩7分[5]
- 12:00-19:30（土日祝日は21:30まで）[5]
- 月曜火曜は定休日（祝日の場合営業）[5]
- 席数32[5]